# Getto w Grodnie

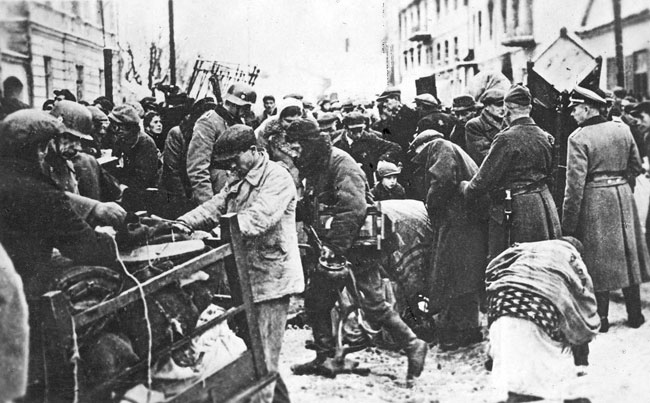
Getto grodzieńskie w listopadzie 1941

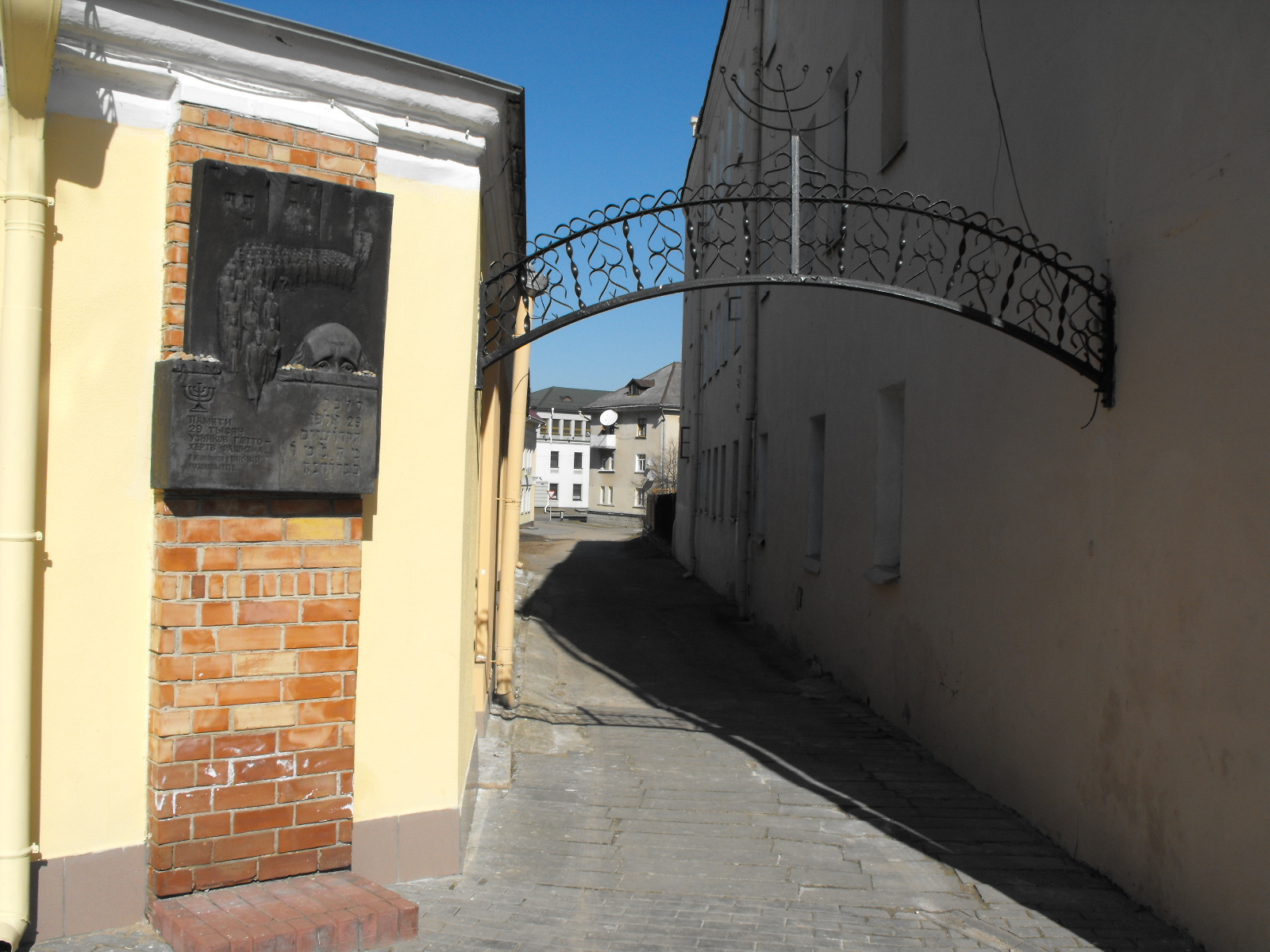
Tablica pamiątkowa przy wejściu na teren dawnego getta

Getto w Grodnie (jid. ‏גראָדנער געטאָ‎; Grodner geto) – getto żydowskie istniejące w Grodnie w latach 1941–1943.

## Historia
Przed wybuchem II wojny światowej Żydzi stanowili 37% mieszkańców Grodna i byli drugą najliczniejszą, po Polakach (Polacy stanowili 60%), grupą narodowościową na terenie miasta. W latach 1939–1941 miasto znajdowało się pod okupacją sowiecką, jednak w czerwcu 1941 po silnym bombardowaniu dzielnicy żydowskiej zostało zajęte przez wojska niemieckie. W tym samym miesiącu utworzono Judenrat, na czele którego stanął nauczyciel szkoły średniej „Tarbutu” Dawid Brawer. Żydom nakazano noszenie opasek z niebieską gwiazdą Dawida, później żółtych łat.
15 października 1941 wydano zarządzenie o obowiązku pracy dla mężczyzn (od 14 do 60 lat) i kobiet (od 14 do 55). W listopadzie 1941 ogłoszono powstanie dwóch odrębnych gett na terenie miasta oddalonych od siebie o ok. 2 km. Getto nr 1 przeznaczone dla osób przydatnych gospodarce III Rzeszy założono w centralnej części miasta wokół synagogi – na jego terenie umieszczono ok. 15 tys. Żydów. Getto nr 2 powstało na terenie podmiejskiej Słobódki (pomiędzy obecnymi ulicami Kosmonautów, Lidzkiej i Antonowa), w jego obrębie zamknięto 10 tys. Żydów uznanych za niezdolnych do pracy.
Wprowadzono restrykcje dotyczące żywności: na każdego pracującego Żyda przypadało dziennie 200 gramów chleba. Judenrat prowadził sklep z koniną, która dostępna była tylko przy specjalnych okazjach. W piwnicach Synagogi umieszczono skład z ziemniakami. Na terenie gett istniały kuchnie publiczne wydające dziennie 3 tys. bezmięsnych posiłków o słabej wartości energetycznej.
Likwidacja grodzieńskiej społeczności żydowskiej rozpoczęła się w listopadzie 1942, gdy zdecydowano o zniesieniu Getta nr 2. W dniach 15 i 21 listopada 1942 jego mieszkańcy zostali w dwóch turach załadowani do wagonów kolejowych i wywiezieni do Auschwitz-Birkenau. Niewielką część Żydów przydatnych do pracy skierowano do getta nr 1.
Deportacje z getta śródmiejskiego rozpoczęły się pod koniec listopada 1942. Wywieziono wówczas 4 tys. osób do odległego o 5 km na południe obozu koncentracyjnego w Kiełbasinie. Obóz tranzytowy w Kiełbasinie był stacją przystankową przed deportacją do Auschwitz i Treblinki. W tym samym czasie miała miejsce trzecia z kolei Akcja w Grodnie, a pierwsza na terenie getta centralnego: mężczyźni, kobiety i dzieci zostały w środku nocy zgromadzeni w Wielkiej Synagodze, a nad ranem kazano im rozpocząć marsz do obozu w Kiełbasinie pod przywództwem obdarzonego autorytetem Żyda Skibelskiego (Skidelskiego?), którego przebrano w czapkę klowna i zmuszono do gry na skrzypcach.
W styczniu 1943 z Grodna w wyniku kolejnej tzw. Akcji deportowano do Oświęcimia 12 tys. Żydów, z których większość zamordowano tuż po przybyciu do obozu. W getcie zostało wówczas 5 tys. Żydów. Kolejne deportacje z getta miały miejsce w lutym 1943 (dwa transporty do Treblinki). Na terenie getta nr 1 pozostało wówczas nieco ponad 1 tys. Żydów, których w marcu wywieziono do getta w Białymstoku. 13 marca 1943 ogłoszono Grodno „wolnym od Żydów” (Judenrein), choć w momencie wkroczenia Armii Czerwonej do Grodna 14 lipca 1944 wciąż żyło w mieście od 40 do 50 ukrywających się Żydów.

## Upamiętnienie
Żydzi z Grodna zostali upamiętnieni jednym z kamieni z nazwą miasta, stanowiącym element pomnika Ofiar Obozu Zagłady w Treblince.